# Žďárná
Žďárná (in tedesco Zdiarna) è un comune della Repubblica Ceca facente parte del distretto di Blansko, in Moravia Meridionale.